# Швак Степан Володимирович
Степан Швак (нар. 1 січня 1933 с. Кут-Товсте нині Гусятинської селищної громади Чортківського району Тернопільської області) — український поет, перекладач, засновник літературно-мистецької студії «Медобори» при районній газеті «Вісник Надзбруччя», редактор газети «Просвіта», член обласного літературного об'єднання, що при Тернопільській обласній організації Національної спілки письменників України, член літературного клубу при газеті «Вільне життя».

## Життєпис
Степан Швак народився в сім'ї службовця (батько Володимир Швак — стрілецький поет-пісняр). Навчався у Товстянській семирічній школі, середню освіту здобув у Гримайлівській школі. У 1956 році закінчив Бережанську торгову школу. В 1961 р. — диригентській відділ Теребовлянського культосвітнього училища, в 1971 — філологічний факультет Львівського університету.
Працював обліковцем у місцевому колгоспі, завідувачем клубу в селі Раштівцях, художнім керівником Гримайлівського Будинку культури, вчителем української мови, літератури і музики сіл Раштівців і Товстого.

## Творчий доробок
Автор чотирьох поетичних збірок:
- «Пісня і праця» (1978)
- «Медобірські гуморини» (1999)
- «У плині часу» (2001)
- «На срібних струнах» (2005)

Працює над виданням нової поетичної збірки «Так ніхто не кохав». Друкувався в часописі «Тернопіль», обласній молодіжній газеті «Ровесник», районній газеті «Вісник Надзбруччя», варшавській газеті «Світанок». Найбільше своїх поетичних творів друкує в газеті «Вільне життя».